# Geniostoma antherotrichum
Geniostoma antherotrichum là một loài thực vật có hoa trong họ Mã tiền. Loài này được Gilg & Benedict mô tả khoa học đầu tiên năm 1916.